# Hashire Melos!
Hashire Melos! (走れメロス!?, Hashire Merosu!, lett. "Corri Melos!") è il titolo di due film anime, uno diretto da Tomoharu Katsumata (nel 7 febbraio 1981, di 68 minuti di durata e con il titolo privo del punto esclamativo) e l'altro scritto e girato da Masaaki Ōsumi (nel 25 luglio 1992, di 107 minuti e con la colonna sonora firmata da Kazumasa Oda).
Il primo film è stato prodotto da Toei e il secondo da Visual 80, ed entrambi sono basati sul  romanzo originale scritto da Osamu Dazai nel 1940.

## Trama
Il film racconta la storia di Melos, un uomo di campagna greco che viene arrestato e accusato di cospirazione contro il re. Gli vengono concessi però tre giorni per recarsi al matrimonio di sua sorella mentre Selinentius (Selinae), un geniale scultore che Melos ha appena incontrato, resta in ostaggio.
A differenza della storia originale di Osamu Dazai, Melos è qui innocente dell'accusa di cospirazione.

## Cast del film del 1992
- Aki Mizusawa: Queen Phryne
- Akiji Kobayashi: Dionysius II
- Akina Nakamori: Raisa
- Kōichi Kitamura: Capo villaggio
- Kōichi Yamadera: Melos.
- Megumi Hayashibara: Clea
- Shinji Ogawa: Serinentius.
- Takeshi Aono: Calippus
- Takuma Gōno: Pipor